# Александар Фадејев
Александар Александрович Фадејев (рус. Алекса́ндр Алекса́ндрович Фаде́ев; Кимри, 24. децембар 1901 — Передељкино, 13. мај 1956) је био совјетски писац и предсједавајући Уније совјетских писаца 1938-44 и 1946-54. Совјетска медаља за ратну књижевност је добила име по њему, а осим као писац Фадејев ће остати познат и по самоубиству које је извршио осуђујући у опроштајном писму дестаљинизацију и ново совјетско руководство предвођено Никитом Хрушчовим.

## Живот
Александар Фадејев је рођен 24. децембра (11. децембра по јулијанком календару) 1901. у Тверској области 1901. године. Након Октобарске револуције Фадејев се придружио Црвеној армији у њеној борби против белоармејаца и јапанске војске која је окупирала дио Сибира током Руског грађанског рата. 1927. године је била издана његова полубиографска прича "Деветнаест" у којој он говори о партизанском рату који су водили младићи против окупатора, а 1930. године је издан први дио његове књиге "Последњи Удегејци" у којој он показује како је тај племенски народ скочио из доба "племенског комунизма" у модерни совјетски комунизам. Током тридесетих и четрдесетих година двадесетог века Александар Фадејев је постао један од омиљених Стаљинових писаца тако да ће га он назвати "највећим светским хуманитарцем“. Та популарност ће Фадејева довести на позицију председавајућег Уније совјетских писаца гдје ће с кратким прекидом остати до почетка дестаљинизације.
Као што је Фадејев подржао 1934. године ту унију у проглашење социјалистичког реализма као јединог пожељног књижевног смјера тако ће 1946. године "умјетничку" доктрину Андреја Жданова који је напао многе умјетнике због "лоше умјетности“.
Фадејев књижевни врхунац ће неупитно бити роман "Млада гарда" из 1945. године који говори о борби омладинаца против немачке окупације града Краснодар. Филм који ће бити снимљен по тој књизи 1948. године ће постати најгледанији совјетски филм те године с готово 50 милиона проданих кино улазница.
Након Стаљинове смрти 1953. године нови совјетски лидер Никита Хрушчов је почео процес дестаљинизације што се прво осјетило у совјетској књижевности. На другом конгресу совјетских писаца 1954. године дошло је до сукоба између писаца предвођених Иљом Еренбургом и Фадејевим пријатељем Михаилом Шолоховом с једне, а Фадејевим и Константином Симоновом с друге стране. На крају су Еренбург и Шолохов остварили побједу што је довело до одустајања од социјалистичког реализма у књижевности након чега Фадејев постаје утучен, а своје незадовољство почиње утапати у алкохолу. На крају ће незадовољан Хрушчовљевим променама у целокупном совјетском друштву извршити 13. маја 1956. године самоубиство, осуђујући у опроштајном писму ново совјетско руководство.
У његову част 17. јануара 1972. године Совјетски Савез ће донести одлуку да се писцима који пишу књиге о херојској борби совјетског народа против агресора у Друго светском рату почиње додјељивати медаља која ће носити име Фадејева.

## Дјела
- "19" (1926) — филм (1958)
- "Последњи Уегејци" недовршен
- "Лењинград у блокади"
- "Млада гарда" (1945) добитник Стаљинове награде, филм 1948 такође Стаљинова награда
- "За 30 година"
- "Црна металургија" - недовршен

## Види
- Совјетска књижевност